# Nachal Chesed
Nachal Chesed (hebrejsky נחל חסד) je vádí v jižním Izraeli, na severovýchodním okraji Negevské pouště, respektive v Judské poušti.
Začíná v nadmořské výšce okolo 600 metrů v hornaté krajině přímo v prostoru od města Arad. Vede pak k severu, přičemž se prudce zařezává do okolního terénu. Je turisticky využíváno. Nedaleko severního okraje Aradu, u čtvrti Ma'of, ústí zleva do vádí Nachal Dumija, které jeho vody odvádí do povodí Mrtvého moře.